# Diocesi di Denpasar
La diocesi di Denpasar (in latino Dioecesis Denpasarensis) è una sede della Chiesa cattolica in Indonesia suffraganea dell'arcidiocesi di Ende. Nel 2021 contava 49.245 battezzati su 9.425.352 abitanti. È retta dal vescovo Silvester Tung Kiem San.

## Territorio
La diocesi comprende per intero le province indonesiane di Bali e di Nusa Tenggara Occidentale.
Sede vescovile è la città di Denpasar, dove si trova la cattedrale dello Spirito Santo.
Il territorio è suddiviso in 23 parrocchie.

## Storia
La prefettura apostolica di Denpasar fu eretta il 10 luglio 1950 con la bolla Nimia territorii di papa Pio XII, ricavandone il territorio dal vicariato apostolico delle Isole della Piccola Sonda (oggi arcidiocesi di Ende).
Il 3 gennaio 1961 la prefettura apostolica è stata elevata a diocesi con la bolla Quod Christus di papa Giovanni XXIII.

## Cronotassi dei vescovi
Si omettono i periodi di sede vacante non superiori ai 2 anni o non storicamente accertati.
- Hubertus Hermens, S.V.D. † (19 luglio 1950 - 2 gennaio 1961 dimesso)
- Paul Sani Kleden, S.V.D. † (4 luglio 1961 - 17 novembre 1972 deceduto)
  - Sede vacante (1972-1980)
- Vitalis Djebarus, S.V.D. † (4 settembre 1980 - 22 settembre 1998 deceduto)
- Benyamin Yosef Bria † (14 aprile 2000 - 18 settembre 2007 deceduto)
- Silvester Tung Kiem San, dal 22 novembre 2008

## Statistiche
La diocesi nel 2021 su una popolazione di 9.425.352 persone contava 49.245 battezzati, corrispondenti allo 0,5% del totale.
| anno | popolazione | popolazione | popolazione | presbiteri | presbiteri | presbiteri | presbiteri                | diaconi | religiosi | religiosi | parrocchie |
| anno | battezzati  | totale      | %           | numero     | secolari   | regolari   | battezzati per presbitero | diaconi | uomini    | donne     | parrocchie |
| ---- | ----------- | ----------- | ----------- | ---------- | ---------- | ---------- | ------------------------- | ------- | --------- | --------- | ---------- |
| 1950 | 1.531       | 2.475.000   | 0,1         | 10         |            | 10         | 153                       |         | 10        |           | 8          |
| 1970 | 7.783       | 3.459.140   | 0,2         | 15         | 2          | 13         | 518                       |         | 17        | 34        | 2          |
| 1980 | 10.010      | 3.865.800   | 0,3         | 12         | 1          | 11         | 834                       |         | 19        | 40        | 12         |
| 1990 | 15.320      | 4.614.527   | 0,3         | 18         | 8          | 10         | 851                       |         | 29        | 46        | 19         |
| 1999 | 24.897      | 6.194.000   | 0,4         | 37         | 24         | 13         | 672                       |         | 27        | 36        | 17         |
| 2000 | 24.897      | 6.290.000   | 0,4         | 37         | 24         | 13         | 672                       |         | 30        | 36        | 17         |
| 2001 | 28.364      | 8.053.882   | 0,4         | 34         | 21         | 13         | 834                       |         | 34        | 8         | 22         |
| 2002 | 24.616      | 8.053.882   | 0,3         | 31         | 21         | 10         | 794                       |         | 29        | 72        | 21         |
| 2003 | 29.691      | 8.057.209   | 0,4         | 30         | 20         | 10         | 989                       |         | 12        | 72        | 21         |
| 2004 | 30.653      | 8.057.209   | 0,4         | 39         | 24         | 15         | 785                       |         | 17        | 72        | 21         |
| 2006 | 32.083      | 8.171.781   | 0,4         | 41         | 25         | 16         | 782                       |         | 32        | 75        | 21         |
| 2013 | 40.843      | 8.485.396   | 0,5         | 49         | 32         | 17         | 833                       |         | 22        | 97        | 22         |
| 2016 | 43.838      | 8.791.338   | 0,5         | 51         | 29         | 22         | 859                       |         | 26        | 104       | 22         |
| 2019 | 48.404      | 9.257.437   | 0,5         | 54         | 32         | 22         | 896                       |         | 22        | 117       | 23         |
| 2021 | 49.245      | 9.425.352   | 0,5         | 55         | 32         | 23         | 895                       |         | 23        | 190       | 23         |